# 大鸨

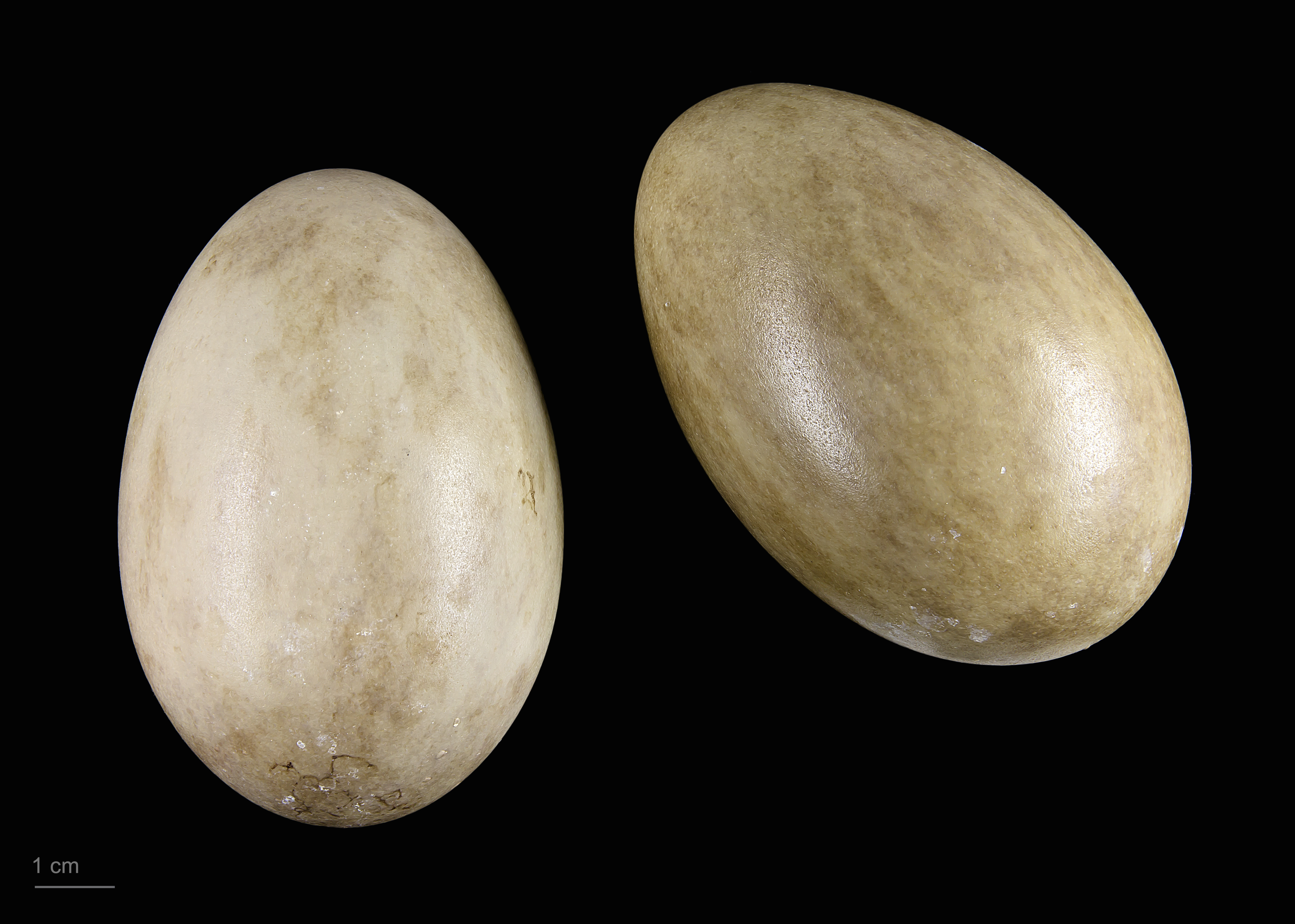
卵

大鸨（注音：ㄉㄚˋ　ㄅㄠˇ），属于鹤形目鸨科。

## 生态环境
栖息于草原和半荒漠环境。在农耕地越冬。

## 分布地域
欧洲；西北亚至中东，中亚及中国北方地区。

## 特征
体形硕大的鸨，上体具有宽大的棕色和黑色横纹，下体及尾下覆羽白色，繁殖期雄鸟颈前具有状如胡须的白色丝状羽。

## 繁殖与保护
全球易危。全球仅有4000只左右，在中国分布1000余只，黑龙江省现存百余只。明水国家级自然保护区内2015年有大鸨种群3个，数量40余只。

## 文化
在中国因为古人对该物种认识的不足，无法准确区分雌雄两性，而主观认为该物种“与万鸟配” ，「老鴇」因而成为了后来妓院老板的別稱。